# Mack Daddy
Mack Daddy è il settimo e ultimo album del gruppo hip hop The Fat Boys, ormai orfano di "Prince Markie Dee". L'album è pubblicato nel 1991 ed è distribuito dalla Emperor Records. A livello commerciale, Mack Daddy è il peggior prodotto della band di Brooklyn, essendo l'unico album del gruppo a non essere entrato nella Billboard 200, pur raggiungendo l'ottantanovesima posizione tra i Top R&B/Hip-Hop Albums.
Dopo il fallimentare On and On, Mark Morales, uno dei membri storici, lascia il gruppo. Senza "Prince Markie Dee", i Fat Boys continuano a lavorare e nel 1991 pubblicano Mack Daddy.

## Recensioni
| Recensione | Giudizio |
| ---------- | -------- |
| AllMusic   | [ 1 ]    |

Alex Henderson per Allmusic recensisce Mack Daddy con tre stelle su cinque, scrivendo: 
«i Fat Boys [...] cambiano il proprio stile in modo significativo per rispondere ai gusti dell'hip hop dei primi anni novanta. Il risultato è un album che non è paragonabile a un lavoro dei Fat Boys del 1984 o del 1985 [...] il gruppo abbandona i propri elementi comici che li avevano caratterizzati in passato [...] tuttavia questa nuova versione dei Fat Boys fallisce nel proprio intento commerciale.»

## Tracce
1. Gettin' Hefty – 4:06
2. Mack Daddy – 3:17
3. Fly Car – 3:09
4. Da Bump – 3:20
5. Whip It On Me – 4:04
6. Let's Make Love 2nite – 4:00
7. Tonite – 4:00
8. You're Da Man – 2:44
9. Negazaplaya – 3:15
10. Crazy – 3:46
11. Love You Down – 4:33
12. Da --- Souce – 2:17
13. Sweet Lovin' Baby – 4:08

Durata totale: 46:39

## Classifiche

### Classifiche settimanali
| Classifica (1991)         | Posizione massima |
| ------------------------- | ----------------- |
| US Top R&B/Hip-Hop Albums | 89                |